# 三原交通

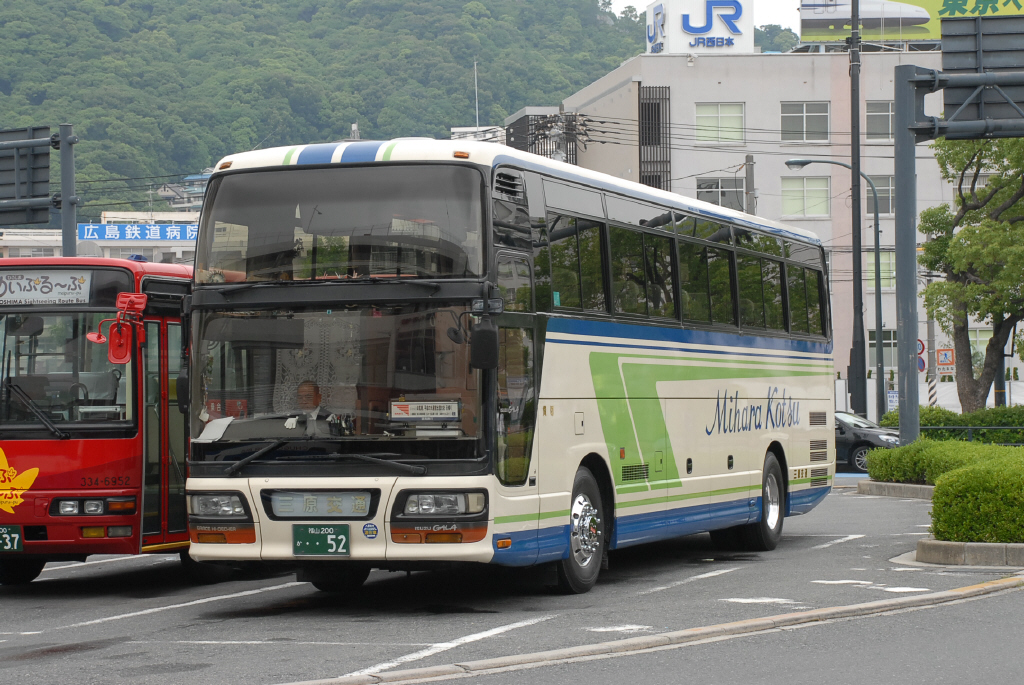
大型観光バス

三原交通株式会社（みはらこうつう）は、広島県に本拠地を置く貸切バス事業者である。

## 概要
1974年設立。長らく福山市に本拠地を置く中国バスの子会社として営業してきたが、同社の経営破綻、両備グループ入りを機に独立系に移行。現在は福山市や三原市などを拠点に小売業・ホテル事業を展開する「感謝グループ」の傘下となっている。

## 沿革
- 1974年 - 会社設立。

## 事業所
- 本社
  - 広島県三原市西野4丁目4-1
- 世羅営業所
  - 広島県世羅郡世羅町本郷1794-1

## 車両
貸切バスは三菱ふそうトラック・バス・いすゞ自動車・日野自動車製を保有。保有車両はかつては中国バス保有の高速バス車両と同一の塗装であったが、同社の傘下を離れたのを機に三原市の名産タコのイラストを描いた新カラーを採用している。タクシー車両はトヨタ自動車製が中心である。

## その他
中国バスグループ離脱まで、甲山営業所管轄の一部路線を受託運行していた時期がある。